# Wilhelm Höffert

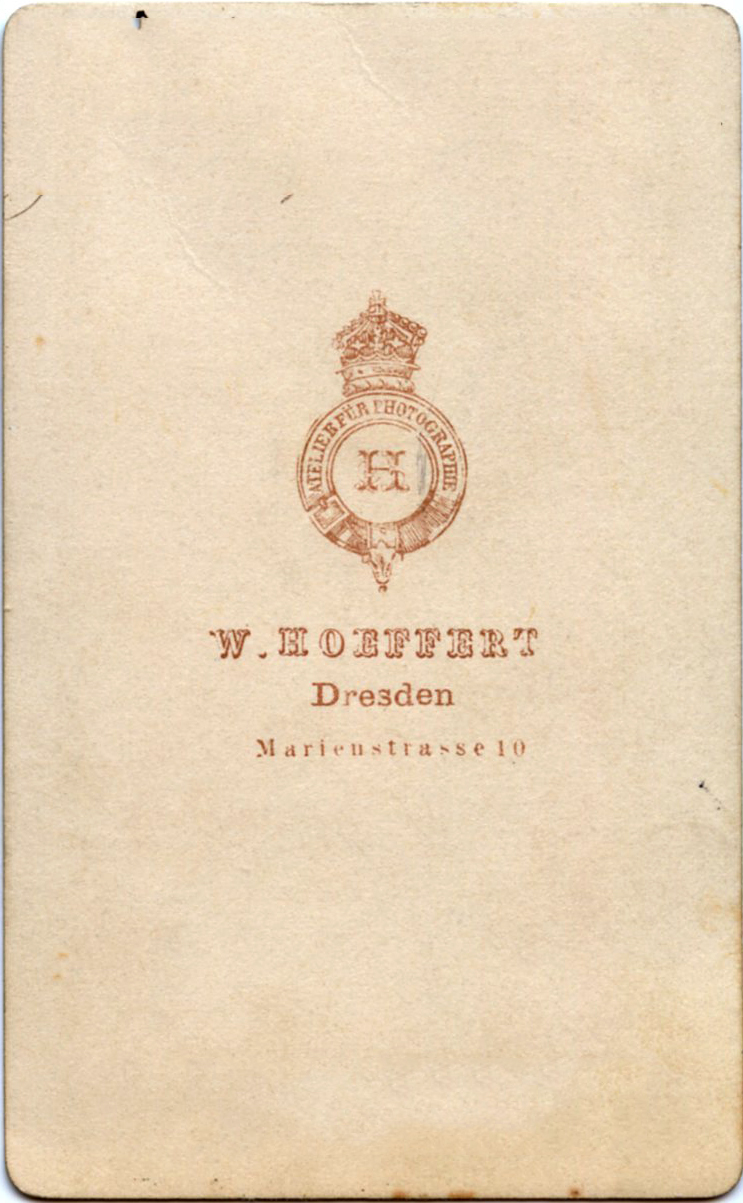
Revers einer Carte de Visite, Initiale, Kronensymbol, um 1866

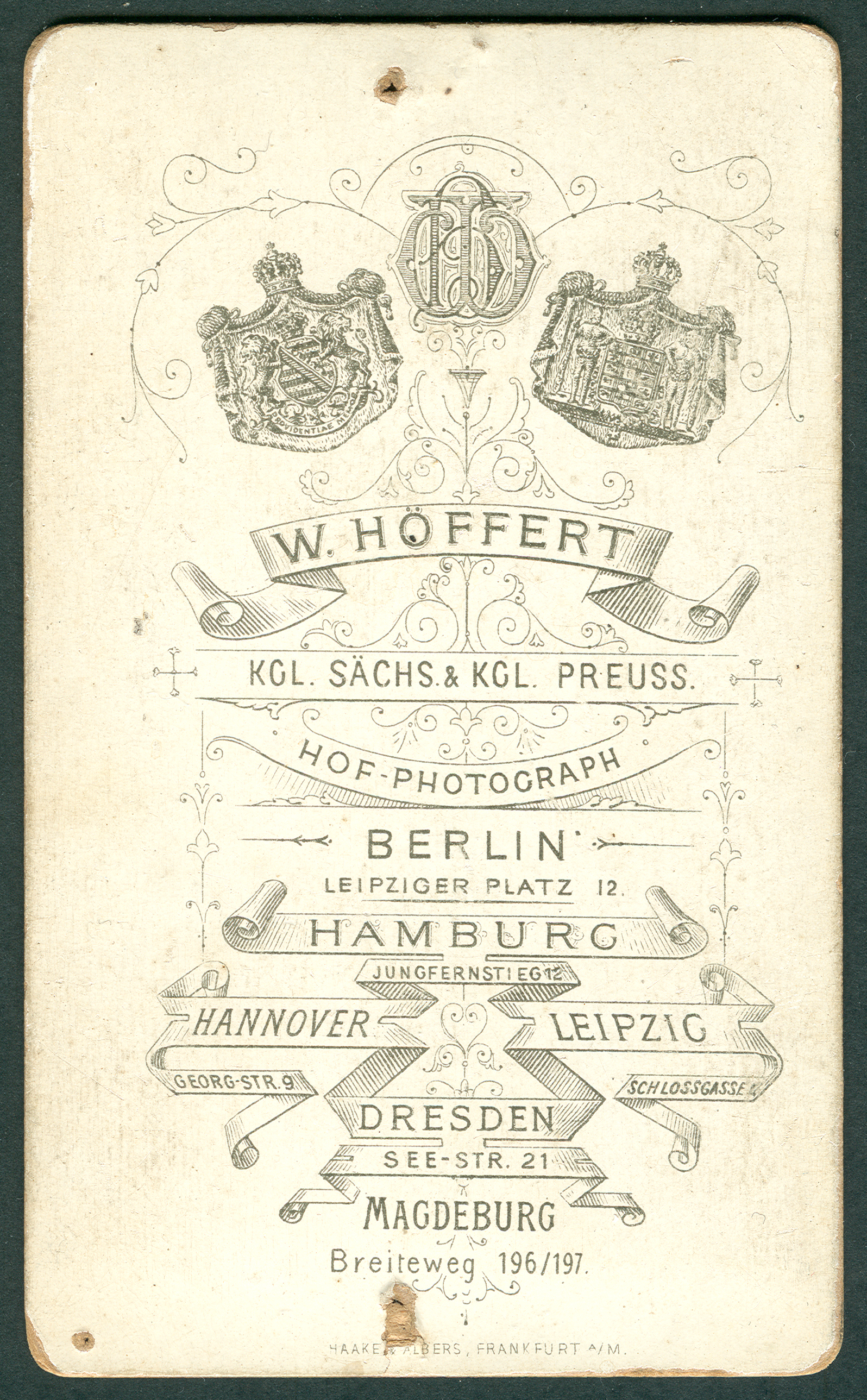
Revers einer Carte de Visite, hergestellt von Haake & Albers

Wilhelm Höffert (* 25. Oktober 1832 in Stralsund; † 8. April 1901 in Wiesbaden; vollständiger Name: Ernst Friedrich Wilhelm Hugo Höffert) war ein deutscher Berufsfotograf, der in zahlreichen deutschen Städten Ateliers betrieb.

## Leben
Wilhelm Höffert war ein Sohn des Schauspielers und Regisseurs Wilhelm David Höffert und der Schauspielerin Emilie Höffert geb. Devrient (1808–1857), einer Tochter des Schauspielers Ludwig Devrient. 1840 war seine Mutter am Großherzoglichen Hoftheater in Schwerin engagiert, von 1845 bis 1851 war sie Hofschauspielerin am Großherzoglichen Hoftheater in Oldenburg.
Von Oldenburg ging der 16-jährige Höffert 1848 an die Kunstakademie Düsseldorf, wo er bei Karl Ferdinand Sohn und Theodor Hildebrandt Malerei, insbesondere Porträtmalerei studierte. Hildebrandt beurteilte seine Leistungen mit der Note „sehr gut“. 1850 verließ Wilhelm Höffert die Kunstakademie.
Im Jahr 1860 ging er in Göteborg eine Geschäftspartnerschaft mit dem Fotografen und Maler Moritz Unna ein. Unna hatte 1853 als Daguerreotypist in Göteborg ein Atelier eröffnet. Das gemeinsame Unternehmen firmierte als Unna & Höfferts Fotografiska Atelier und war im Gebäude Södra Hamngatan 41 untergebracht. Im Jahr 1862 wurde die Partnerschaft aufgelöst und Unna ging nach Kopenhagen, wo er das fotografische Atelier von Peter Ludwig Rudolph Striegler (1816–1876) kaufte.
Wilhelm Höffert kehrte 1862 nach Deutschland zurück. Als „Maler und Photograph Höffert aus Hannover“ reichte er Ende Juli 1863 ein Niederlassungsgesuch für die Stadt Dresden ein, wo ihm wenige Wochen später das Bürgerrecht erteilt wurde. Noch im selben Monat eröffnete Höffert unter seinem Namen ein fotografisches Atelier in Dresden im Haus Marienstraße 10. Er war einer der ersten Fotografen, die unternehmerisch tätig wurden, als in mehreren Städten fotografische Ateliers unter dem Namen „W. Höffert“ (später „W. Höffert Hofphotograph“) als Niederlassungen betrieben wurden. Nachdem Höffert im Jahr 1870 mehrmals Leipzig besucht hatte, lässt eine Zeitungsmeldung vermuten, dass er im Frühjahr 1871 dort seine erste Niederlassung („Comanndite“) eröffnete. Nachdem Höffert 1871 Kronprinzessin Carola und 1872 Kronprinz Albert von Sachsen porträtiert hatte, wurde er im Mai 1872 zum Hoffotografen des sächsischen Kronprinzen ernannt. Im November 1873 eröffnete Höffert ein weiteres Atelier in Karlsruhe. Im Juli 1875 hielt sich Höffert in Bad Ems auf.
Im Oktober 1875 wurde das Unternehmen W. Höffert in Dresden ins Handelsregister eingetragen. Die Namen der Betreiber bzw. Geschäftsführer der auswärtigen Niederlassungen wurden vielfach nicht genannt, einer der wenigen war der Fotograf Georg Brokesch, von 1872 bis 1875 Geschäftsführer des Leipziger Ateliers.
Das Karlsruher Atelier wurde vermutlich Mitte des Jahres 1877 wieder aufgegeben. Im August 1877 beteiligte sich Höffert an der dritten Wanderausstellung des Deutschen Photographen-Vereins. Einer Zeitungsmeldung ist zu entnehmen, dass Höffert im November 1878 Ateliers in Leipzig, Dresden, Nizza, Hannover, Chemnitz und Bad Ems betreiben ließ. Am 9. Januar 1879 wurde das Atelier W. Höffert in Hannover als Niederlassung in das dortige Handelsregister eingetragen.
Wilhelm Höffert war seit 1867 mit Bohumila (genannt Mila) Wehle verheiratet. Sie war die Tochter des sorbischen Schriftstellers Jan Radyserb-Wjela (Johann Wehle) (1822–1907). Aus der Ehe gingen drei Söhne hervor.
Laut Adressbucheinträgen von 1872 bis 1889 wohnte Höffert in Dresden. Seit ca. 1887 lebten das Ehepaar Höffert getrennt. Wilhelm Höffert soll nach Aussagen seiner Frau in dieser Zeit viele Jahre an der Riviera und in Amerika gelebt haben. 1892 war Wilhelm Höffert über New York in die Vereinigten Staaten eingereist. Er war in Begleitung einer 30-jährigen „Mrs. Wilhelm Hoffert“ und eines zweijährigen Kindes „Jeta Hoffert“. Er lebte in Chicago. Es ist nicht bekannt, wann er die USA wieder verließ. Nach Aussagen von Mila Höffert während des Gerichtsverfahrens führte Wilhelm Höffert eine Doppelehe, von der sie erst im Jahr 1900 erfuhr. Während dieser Zeit habe er zudem einen aufwändigen Lebensstil geführt.
Laut Eintrag in den Dresdner Adressbüchern war Mila Höffert 1876 Prokura erteilt worden. 1881 erhielt sie die goldene Medaille für Kunst und Wissenschaften von Herzog Georg II. von Sachsen-Meiningen. Mit Wirkung vom 3. Februar 1894 erlosch die Prokura von Mila Höffert. Sie trat gemeinsam mit ihren Söhnen Emil und Ludwig als Gesellschafter mit Sitz in Berlin und Zweigniederlassung in Dresden in die Gesellschaft W. Höffert ein. Zum 12. Oktober 1897 trat der Gesellschafter Emil Höffert aus.
Nach dem Tod von Wilhelm Höffert im April 1901 führte Mila Höffert das Geschäft mit dem Sohn Paul Ludwig fort. Dabei übernahm sie auch Schulden in erheblicher Höhe, weshalb sie bereits zu diesem Zeitpunkt, so der spätere Vorwurf vor Gericht, hätte Konkurs beantragen müssen. Gleichzeitig wurde der bisherige Hauptsitz der Gesellschaft von Dresden nach Berlin verlegt. Im April 1903 wurde Anzeige wegen betrügerischen Bankrotts und Konkursantrag gegen die Gesellschaft Hoffotograf W. Höffert erstattet. Im Juli 1904 wurde gegen Mila Höffert vor dem Dresdner Landgericht wegen Betrugs verhandelt. Der Sohn hatte sich dem Verfahren durch Flucht ins Ausland entzogen, kehrte aber nach kurzer Zeit wieder zurück. Mila Höffert wurde zu drei, der Sohn Ludwig zu sieben Jahren Haft verurteilt.

## W. Höffert,W. Höffert HofphotographundW. Höffert, Nachf.– Ateliers und Filialen
- in Dresden von 1864 bis 1877 im Haus Marienstraße 10, von 1874 bis 1890 im Haus Seestraße 10[Anm. 9] im Kaufhaus Herzfeld[Anm. 10], von 1891 bis 1899 im Haus Prager Straße 49 und von 1900 bis 1903 im Haus Prager Straße 7.[27][Anm. 11] Im Oktober 1875 wurde Wilhelm Höffert als Eigentümer der Gesellschaft W. Höffert in Dresden ins Handelsregister eingetragen.[28]

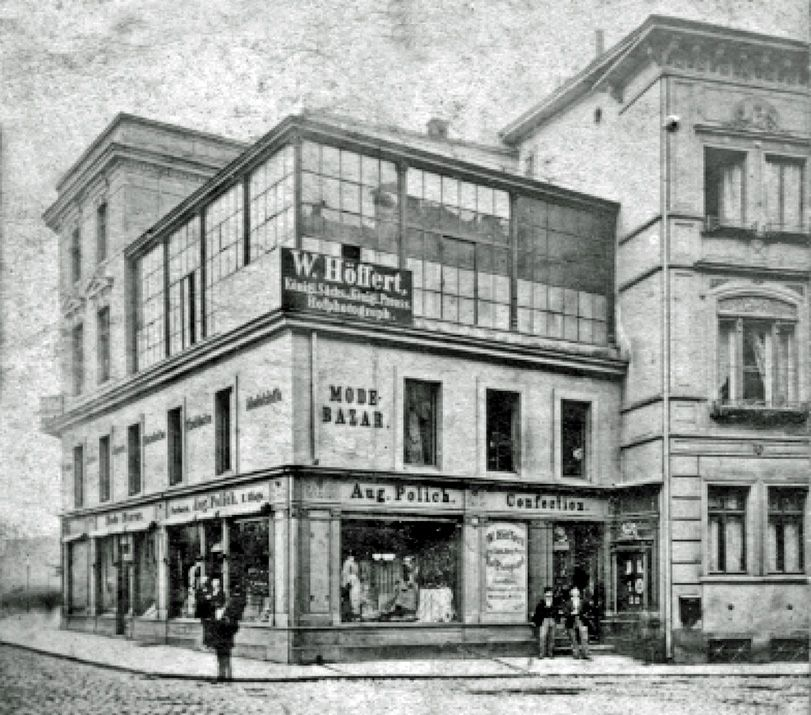
Das Modegeschäft August Polich in Leipzig mit aufgestocktem Atelier. (Unbekannter Fotograf, CdV, nach 1876)

- in Leipzig von ca. 1869 bis April 1876 im Haus Thomaskirchhof 24[Anm. 12] und ab 15. April 1876[29] bis 1905[Anm. 13] im Kaufhaus August Polich (Schlossgasse 16).[Anm. 14][30]
- in Chemnitz von ca. 1872 bis 1878 im Garten des Hauses Zwickauer Straße 1.[Anm. 15] Im April 1878 suchte Höffert einen Mieter für sein Atelier für die Dauer von drei Jahren.[31] Von 1879 bis 1893[Anm. 16] lautete die Adresse Langestraße 18.[Anm. 17]
- in Bad Ems (Beginn und Zeitraum unbekannt)
- In Karlsruhe übernahm Höffert das photographische Geschäft von Hofmaler Ludwig Wagner im Haus Hirschstraße 36 und eröffnete es am 1. November 1873.[32] Unter der Adresse Hirschstraße 36 wurde in den Jahren 1875 und 1876 auch der Fotograf Julius Stöl(t)zner aufgeführt.[33] Im November 1878 erschienen zahlreiche Anzeigen im Karlsruher Tageblatt, in denen der Maler und Fotograf Eduard Müller mitteilte, dass er das Atelier „vormals W. Höffert“ nun unter seinem Namen betreibe.
- in Nizza im Haus Rue du temple No. 5 (1876–1881)
- In Berlin sind von 1885 bis 1897 das Atelier im Haus Leipziger Platz 12 nachgewiesen und von 1892[34] bis 1900 im Haus Unter den Linden 2.[35][Anm. 18] Anfang April 1909 wurde das gesamte Inventar des vormals Höffert’schen fotografischen Ateliers versteigert.[36] Im Februar 1916 wurde die Firma „W. Höffert“ in Berlin gelöscht.[37]
- in Breslau im Haus Tauentzienplatz 11[Anm. 19]; 1897 erschienen in schlesischen Zeitungen zahlreiche Anzeigen, die mit „Wolfgang Kandeler, Mitinhaber der Firma W. Höffert, Königl. Hofphotograph, Tauentzienplatz, Breslau“, unterzeichnet waren.
- in Hamburg von Mai 1880[38] bis 1899 im Haus Poststraße 5b / Jungfernstieg 6 (ab 1885 Jungfernstieg 12)[Anm. 20] / Stadtwassermühle 5[Anm. 21] und von 1900 bis 1902 im Haus Esplanade 47, seit August 1902 im Haus Alsterthor 14/16 (Heintze-Hof); Im November 1880 wurde Mila Höffert Prokura erteilt.[39] Johann Kagel kaufte das Atelier im August 1903 und führte es unter dem  Namen „W. Höffert Nachf. Inhaber Johann Kagel“ fort.[40] Ende August 1906 wurde das Inventar des Ateliers versteigert, u. a. „9 Objektive“, ca. „20 000 Negative“ und „eine große Anzahl hochfeiner Mobilien“.[41] Im Juli 1909 erlosch die Firma „W. Höffert Nachf“.[42]
- in Hannover im Haus Georgstraße 9; 1879 Eintrag einer Niederlassung in Hannover der Firma „W. Höffert“ (Dresden) mit dem Hinweis „Prok.: Ehefr. Höffert, Mila, geb. Wehle“,[43] Ende Juli 1884 wurde die hannoversche Zweigniederlassung zur Hauptniederlassung erhoben. Das Geschäft W. Höffert wurde mit Wirkung vom 1. Juni 1884 in eine Offene Handelsgesellschaft umgewandelt. Wilhelm Sültenfuß war als Gesellschafter eingetreten, Wilhelm Höffert blieb Gesellschafter ohne Vertretungsberechtigung und die Prokura von Mila Höffert war erloschen.[44] Ab 1889 lautete die Hausnummer 14, ab 1901 Hausnummer 8. Im Februar 1892 trat der Gesellschafter Sültenfuß aus und der Gesellschafter Julius Benade ein[45], letzterer trat nach gut einem Jahr zum 31. Mai 1893 wieder aus, anschließend trat Mila Höffert, die Anfang November 1892 als Gesellschafterin eingetreten war[46], mit Wirkung zum 9. Oktober 1896 aus und der Sohn Ludwig (Photograph zu Hannover) trat ein.[47] Nach dem Tod von Wilhelm Höffert trat Mila Höffert als persönlich haftende Gesellschafterin wieder ein. Anschließend wurde die Gesellschaft in eine Zweigniederlassung der Firma „W. Höffert, Berlin“ umgewandelt.[48] Das Geschäft wurde ab 1904 im Haus Lemförderstraße 1 und ab 1905 als „Wilhelm Höffert Nachf.“ von Alfred von Carlowitz-Hartitzsch fortgeführt.
- in Magdeburg im Haus Breiteweg 196/197 (Beginn und Zeitraum unbekannt)
- Eine provisorische Filiale gab es in Bayreuth während der Festspielzeit im August 1888.[49] Mila Höffert fotografierte „die mitwirkenden Künstler und Künstlerinnen“.[50]
- in Bonn vom 30. Juli 1900 bis 1901[51] im Haus Coblenzer Straße 8[52]; Das Atelier in Bonn war als Zweigniederlassung von „W. Höffert, Köln“ und den persönlich haftenden Gesellschaftern Balthasar Blum (Fotograf in Köln), Caspar Ditges (Kaufmann in Köln) sowie Mila und Ludwig Höffert eingetragen.[53]
- In Düsseldorf eröffnete im Haus Alleestraße 40 am 18. Juli 1897 eine Niederlassung.[54] Der Eintrag lautete „Höffert, Wilhelm Ehefr., geb. Wehle“, ab 1899 „Höffert, Wilhelm, Hofphotograph“, später mit Inhaber Julius Staegemann. Die Löschung der Firma „W. Höffert, Nachfolger Julius Staegemann“ erfolgte im Oktober 1905.[55]
- in Köln von Oktober 1896[56] bis Januar 1903 im Haus Hohe Straße 55 (später Hohe Straße 111a); Am 19. Januar 1900 erfolgte eine Eintragung des Ateliers in Köln als Zweigniederlassung der OHG „W. Höffert“ in Dresden ins Handelsregister. Die persönlich haftenden Gesellschafter waren Wilhelm Höffert in Dresden und Ehefrau Mila Höffert geborene Wehle.[57] Bereits am 7. März 1900 wurde die Zweigniederlassung Köln in eine selbständiges Geschäft umgewandelt, nachdem Mila Höffert ausgeschieden war.[58] Nach dem Tod von Wilhelm Höffert wurden Mila Höffert und deren Sohn Ludwig („Hofphotgraph in Schöneberg bei Berlin“) persönlich haftende Gesellschafter von „W. Höffert, Cöln“.[59] Im Januar 1903 erschien in der Kölnischen Zeitung eine Anzeige, die die Räumlichkeiten des fotografischen Alteiers des „Hoflieferanten W. Höffert“ zur Miete anboten.[60]
- in Potsdam im Haus Humboldtstraße 1; Späterer Inhaber war C. Wohlatz.
- Auf den Rückseiten einiger Fotografien ist auch München als Atelierstandort angegeben, ohne dass sich dazu geneuere Angaben ermitteln ließen.

Nach der Insolvenz von „W. Höffert“ führten an einigen Standorten die Betreiber die Ateliers unter Verwendung der Firma „W.[ilhelm] Höffert Nachf.[olger]“ fort, so beispielsweise in Leipzig die Fotografen E. & M. Foerstner (oder Förstner) anfangs im Eckhaus Schloßgasse 1 / Petersbrücke, von 1906 bis 1907 im Haus Barfußgasse 15; in Düsseldorf; in Hamburg Johann Kagel von 1903 bis 1906 im Haus Alstertor 14/16. Das Adressbuch der Stadt Bonn von 1903 verzeichnet den Fotografen Ferd[inand] Bauer im Haus Coblenzer Straße 8a als Inhaber von „W. Höffert“.

### Bekannte Gehilfen und Lehrlinge
Der Fotograf Nicola Perscheid war vor der Eröffnung seines eigenen Ateliers 1891 zwei Jahre lang in Höfferts Dresdner Atelier an der Seestraße als Fotografengehilfe angestellt.
In den Jahren 1894 und 1895 absolvierte der später erfolgreiche Fotograf Hugo Erfurth eine einjährige Lehre im Atelier Höffert.
Im August 1883 erschien eine Anzeige im „Elbeblatt“, mit der Rudolf Herrmann die Eröffnung eines fotografischen Ateliers in Leipzig verkündete und dabei anmerkte, er sei 8 Jahre lang Geschäftsführer der Firma W. Höffert gewesen.
Im Juni 1889 zeigte Bruno Berger im „Hannoverschen Courier“ die Eröffnung eines fotografischen Ateliers an. Dabei wies er darauf hin, dass er 12 Jahre im Geschäft W. Höffert in Hannover und die letzten 5 Jahre als deren Leiter gearbeitet habe.

### Hoffotografen
- Im Mai 1872 verlieh Kronprinz Albert von Sachsen Wilhelm Höffert den Titel „Hof-Phototograph seiner königlichen Hoheit des Kronprinzen Albert von Sachsen“.[68]
- Im Dezember 1873 verlieh der inzwischen zum König gewordene Albert von Sachsen Höffert den Titel eines „königlichen Hofphotographen“.[69]
- Ab September 1875 konnte W. Höffert das Prädikat eines königlich preußischen Hoffotografen führen.[70]
- Später, ab einem nicht genauer bestimmbaren Zeitpunkt, bildete Höffert auch das Wappen des Prince of Wales[Anm. 23] und späteren Königs Eduard VII. ab, das ihn als Lieferanten des Hofes für Fotografien auswies.
- Im Juni 1894 gestattete der sächsische König dem Hoffotografen W. Höffert, den von Prinzen Friedrich Leopold von Preußen verliehenen Hoffotografen-Titel anzunehmen und zu führen.[71]
- Im Mai 1900 wurde Ludwig Höffert als Inhaber der Firma „W. Höffert“, Georgenstraße 14 in Hannover, von Prinz Max von Baden zum Hoffotografen ernannt.[72], im August 1901 gestattete der König von Sachsen die Annahme und das Führen dieses Titels.[73]
- Ende August 1901 wurde Mila Höffert vom sächsischen König das Prädikat „Königlicher Hof-Photograph“ verliehen.[74]
- Anfang September 1901 wurde dem Fotografen Ludwig Höffert in Berlin vom sächsischen König das Tragen des von Prinz Friedrich Leopold von Preußen verliehenen Hoffotografen-Titels genehmigt.[75]
- Anfang November 1901 wurde der sächsischen Hoffotografin Mila Höffert vom sächsischen König  gestattet, den ihr von Großherzog Friedrich Franz IV. von Mecklenburg-Schwerin verliehenen Hoffotograf-Titel zu führen.[76]
- Anfang Januar 1908 wurde Frau M. Foerstner als Inhaberin der Firma „W. Höffert“ in Leipzig vo Fürst Georg zu Lippe der Titel „Fürstlich Lippesche Hof-Photographin“ verliehen.[77]